# Cserháti Jenő
Cserháti Jenő (születési neve: Hechtl Jenő; 1882-ig) (Győr, 1855. március 5. – Budapest, 1910. november 17.) magyar gépészmérnök, egyetemi tanár. A Magyar Mérnök- és Építész-Egylet alelnöke. Cserháti Sándor (1852–1909) növénynemesítő öccse.

## Életpályája
Szülei: Hechtl Ferenc és Kolnhoffer Anna voltak. Győrben és Pozsonyban tanult. Műszaki tanulmányait a zürichi műegyetemen végezte el 1872–1876 között. 1876-ban gépészmérnöki diplomát szerzett. 1877-ben a budapesti József Nádor Műegyetemen honosította oklevelét. 1877-ben Bécsben katonai szolgálatot teljesített. 1877-től az Osztrák Államvasúti társaságnál dolgozott mérnökként. 1890-től Budapesten vasút és hajózási mérnök volt. 1893-ban a Fegyver- és Gépgyár Rt. igazgatója lett. 1895–1904 között a Ganz és Társa Vasöntő és Gépgyár Rt. villamos gyárának cégvezetője, majd igazgatója volt. 1905–1910 között a Műegyetemen a gépszerkezettan tanára volt. A gépelemek című tárgyat tanította Schimanek Emil után és Herrmann Miksa előtt.
Támogatta Kandó Kálmán vasútvillamosítási kísérleteit és részt vett a Valtellina-vasút villamosításának munkálataiban. Az elért eredményekről több cikkben számolt be – részben Kandó Kálmánnal együtt – a hazai és külföldi szaksajtóban. Emlékére a mérnökegylet 1911-ben Cserháti-plakettet alapított, mellyel az év legjelentősebb gépészmérnöki és elektrotechnikai tanulmányát jutalmazza.
Temetésére a Farkasréti temetőben került sor.

## Művei
- A kulisszás kormányművek egy sajátsága (Magyar Mérnök- és Építész-Egylet Közlönye, 1889)
- Vonat-sebességmérők (Magyar Mérnök- és Építész Egylet Közlönye, 1892)
- Az elektromos és gőzvontatás összehasonlítása (Magyar Mérnök- és Építész Egylet Közlönye, 1900)
- Villamos automobil felső vezetékekkel (Magyar Mérnök- és Építész Egylet Közlönye, 1900)
- Vasutak elektromos vontatása (Kandó Kálmánnal, Budapest, 1901)
- Nagyfeszültségű forgó árammal hajtott elektromos vasutak (Budapest, 1903)
- Közgazdasági helyzetünk és megjavításának módja. I-II. (Magyar Pénzügy, 1905)
- A pozsony-bécsi vasút (Pozsony, 1906)
- A műszaki foglalkozás és társadalmunk (MMÉE Heti Értesítője, 1908)
- Gépelemek. Cserháti Jenő előadásai alapján összeállította Vidor J. Rezső.
- A magyar mérnök helyzete a közigazgatásban, gyárainkban és a társadalomban (Budapest, 1910)

## Díjai
- Hollán-díj (1890)